# Tomáš Malínský
Tomáš Malínský (Skuteč, 25 de agosto de 1991) es un futbolista checo que juega en la demarcación de extremo para el F. K. Prepere.

## Selección nacional
Hizo su debut con la selección de fútbol de República Checa el 7 de septiembre de 2020 en un partido de la Liga de las Naciones de la UEFA contra Escocia que finalizó con un resultado de 1-2 a favor del combinado escocés tras los goles de Lyndon Dykes, y de Ryan Christie para Escocia, y de Jakub Pešek para la República Checa.

## Clubes
| Club                          | País            | Año       | Partidos | Goles |
| ----------------------------- | --------------- | --------- | -------- | ----- |
| F. C. Hradec Králové          | República Checa | 2011-2017 | 135      | 14    |
| F. C. Slovan Liberec          | República Checa | 2017-2020 | 68       | 9     |
| S. K. Slavia Praga            | República Checa | 2020-2021 | 7        | 0     |
| F. K. Mladá Boleslav (cedido) | República Checa | 2021      | 14       | 0     |
| F. K. Jablonec                | República Checa | 2021-2023 | 51       | 7     |
| F. K. Skuteč                  | República Checa | 2024      |          |       |
| F. K. Prepere                 | República Checa | 2024-     | 1        | 1     |